# Oberrabnitz

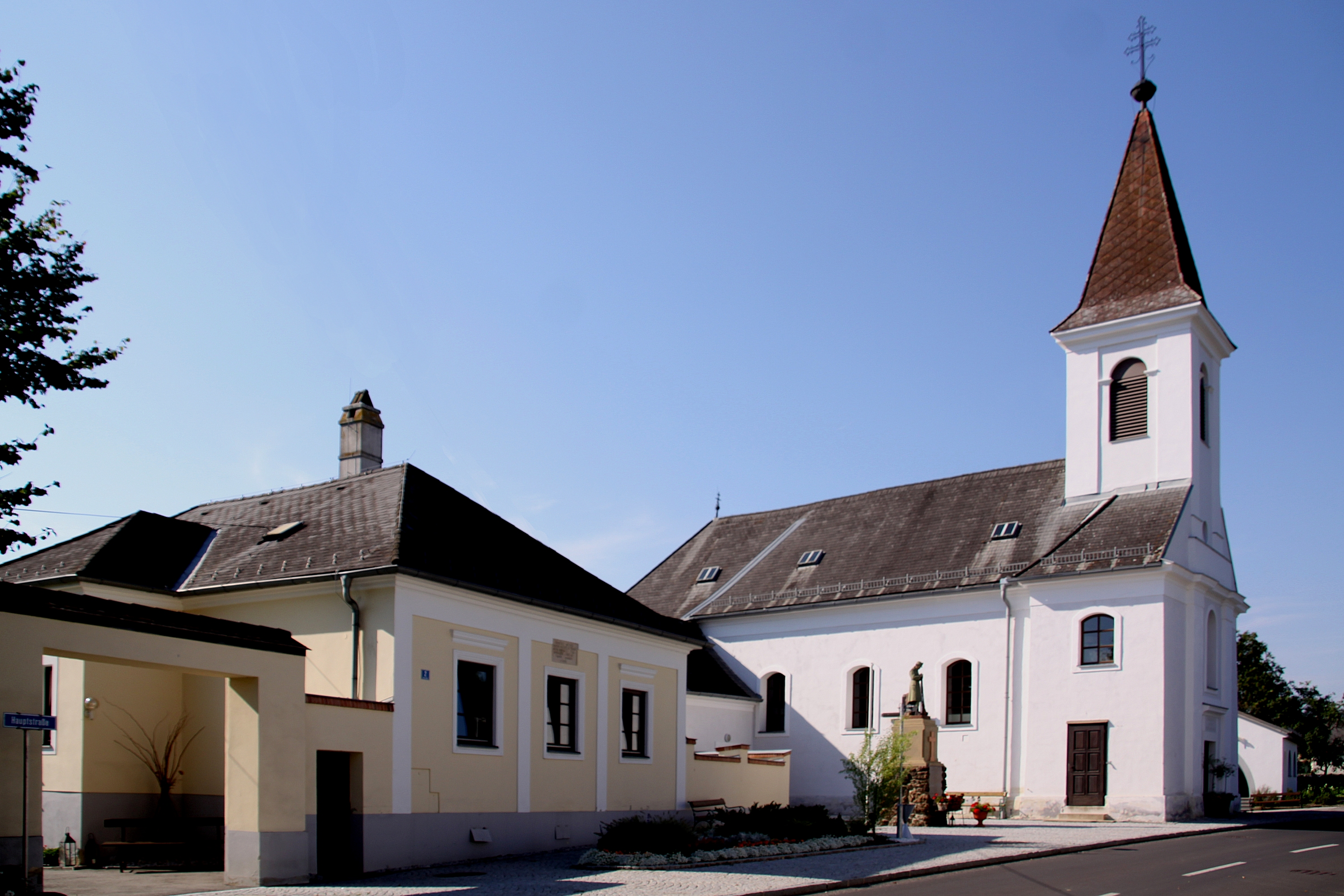
Kirche und Pfarrhof in Oberrabnitz

Oberrabnitz (ungarisch: Felsőrámóc, kroatisch: Gornji Ramac) ist ein Ort in der Gemeinde Draßmarkt im Bezirk Oberpullendorf im österreichischen Burgenland. Ortsvorsteher ist Philipp Kogler (ÖVP).

## Geschichte
Der Ortsteil Oberrabnitz wurde erstmals als „villa Rebca“ 1279 urkundlich genannt, liegt im oberen Rabnitztal und bildete mit Unterrabnitz, später auch mit Schwendgraben, immer eine Besitzeinheit bzw. eine landschaftliche Einheit, die sich bis heute in der mundartlichen Bezeichnung „in der Ramaz“ für das obere Flusstal erhalten hat.
Am Ende des 14. und Anfang des 15. Jahrhunderts nennt sich eine adelige Familie nach Rabnitz „de Rebrefeu“ oder „de Rabchafey“. Im ausgehenden Mittelalter und im 16. Jahrhundert lassen sich „in der Ramaz“ mehrere Besitzgruppen unterscheiden: der Besitz der Pottendorfer von Kirchschlag, der Besitz der Ellerbacher von Eberau, die Anteile der Herrschaft Landsee und des Tabors von Unterloisdorf. 1593 hält Graf Franz Dersffy von Landsee in Oberrabnitz zwei Viertelsessionen „pro curia“ in seinen Händen. Anscheinend hatte er die Absicht, einen Meierhof zu errichten.
1600 grassierte die Pest: fünf Häuser verödeten, sechs Häuser brannten im selben Jahr ab, und im folgenden Jahr vernichtete ein Großbrand wieder neun Häuser. 1640 werden im „Urbarium der Lanser und Lackenbacher Herrschaften“ die Untertanen von Oberrabnitz namentlich angeführt.
Um 1780 wird die Pfarre Oberrabnitz-Karl errichtet und die damit in Verbindung stehende Gründung einer Schule. 1781 wird von einem Jakob Janits berichtet, der „Ludimagister“ in „Superior Ramocz“ ist. 1832 wütet die Cholera an der innerhalb von 25 Tagen 30 Menschen sterben. 1894 äschert ein Großfeuer den größten Teil des Ortes ein. 1910 erreicht Oberrabnitz mit 434 Einwohnern seinen höchsten Bevölkerungsstand.
1971 wurde Oberrabnitz gemeinsam mit Karl zur Gemeinde Draßmarkt eingemeindet.
2020 leben in Oberrabnitz 237 Menschen.

## Bilderbogen

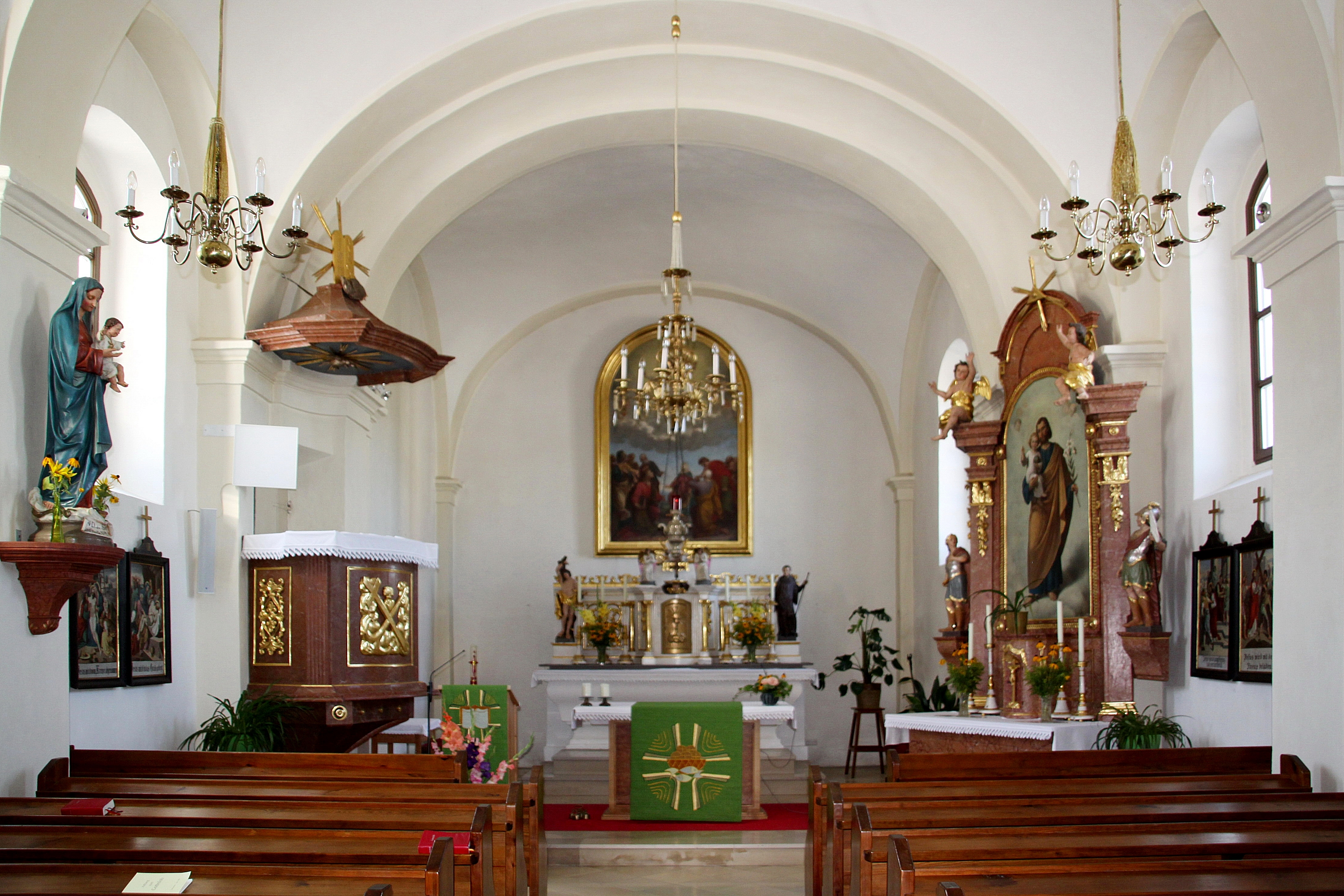
Innenansicht der Kirche
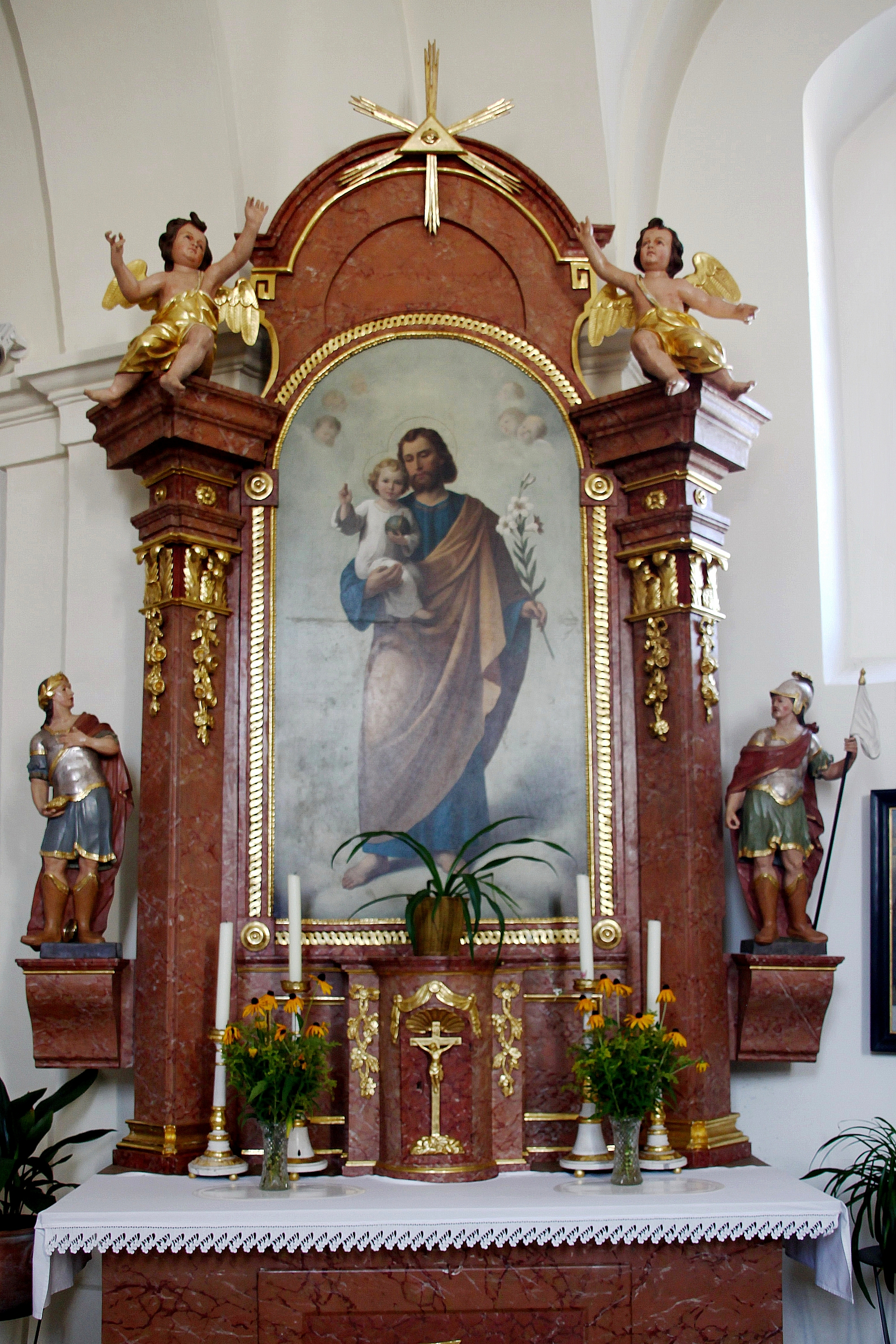
Seitenaltar der Kirche
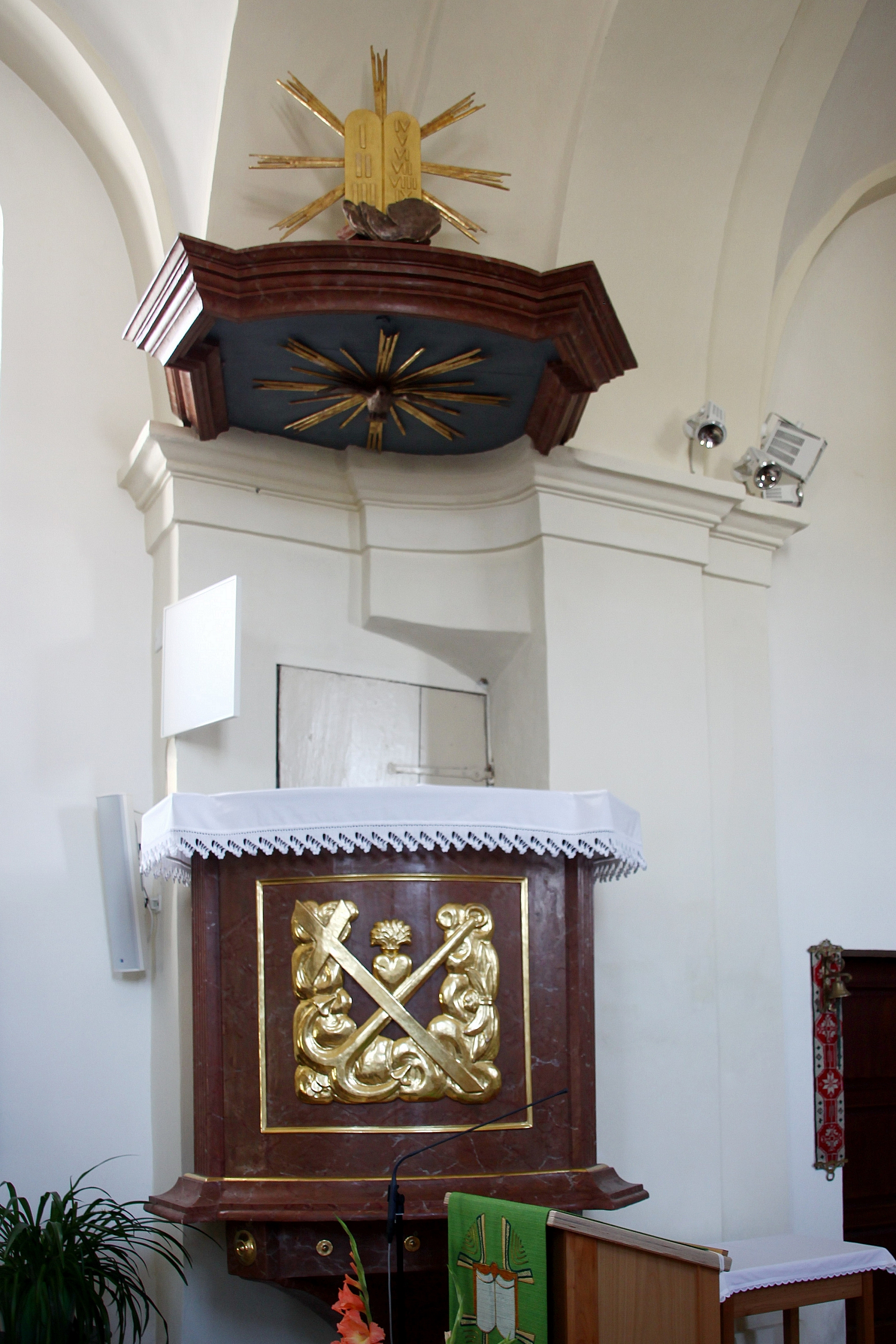
Kanzel der Kirche
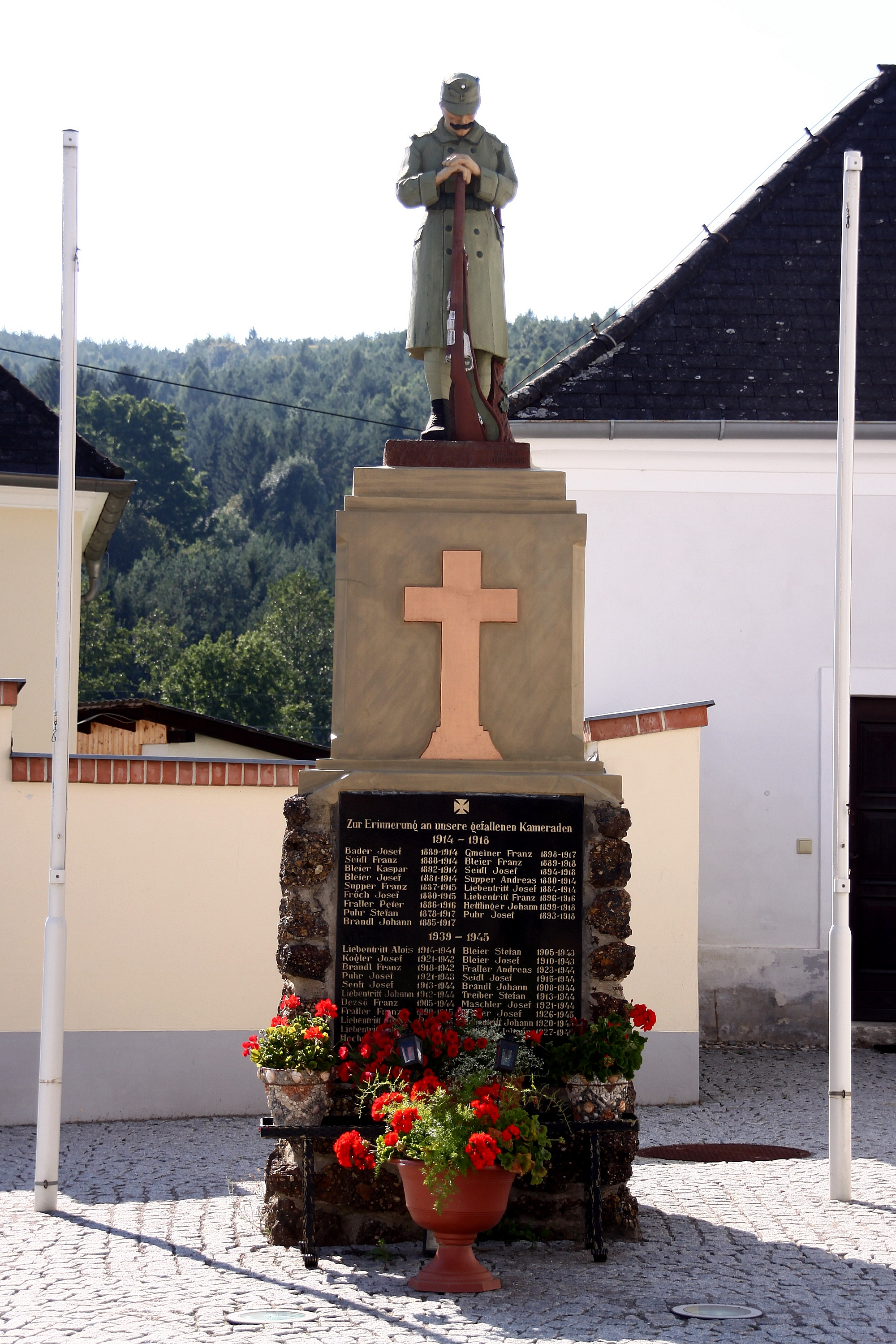
Denkmal für die Gefallenen und Vermissten des Ersten und Zweiten Weltkriegs